# Cryptocoryne pallidinervia
Cryptocoryne pallidinervia är en kallaväxtart som beskrevs av Adolf Engler. Cryptocoryne pallidinervia ingår i släktet Cryptocoryne och familjen kallaväxter. Inga underarter finns listade.